# انتونیو ریس
انتونیو ریس (انگلیسی: Antonio Reyes؛ زادهٔ ۱۶ اکتبر ۱۹۶۴) بازیکن فوتبال اهل اسپانیا است.
از باشگاه‌هایی که در آن بازی کرده‌است می‌توان به باشگاه فوتبال خرز، باشگاه فوتبال رئال بتیس، باشگاه فوتبال آلمریا، باشگاه فوتبال الچه، و باشگاه فوتبال ویارئال اشاره کرد.